# Ciamis (stad)
Ciamis is een bestuurslaag in het regentschap Ciamis van de provincie West-Java, Indonesië. Ciamis telt 19.794 inwoners (volkstelling 2010).